# الجرجرة (يريم)

تعديل مصدري - تعديل

الجرجرة هي إحدى قرى عزلة بني منبة بمديرية يريم التابعة لمحافظة إب، بلغ تعداد سكانها 534 نسمة حسب تعداد اليمن لعام 2004.